# 切爾卡斯 (貝科瓦赫雷布利亞長老區)
49°41′34″N 30°11′13″E / 49.69278°N 30.18694°E
切爾卡斯（烏克蘭語：Черкас）是位於烏克蘭北部的村莊，由基辅州白采爾克瓦區小維利尚卡市鎮的比科瓦-赫雷布利亞村委會負責管轄。該村始建於1500年，面積15平方公里，海拔高度188米，2001年人口654。